# Pojmanie Chrystusa (obraz Caravaggia)
Pojmanie Chrystusa (znany również jako Pocałunek Judasza) – obraz olejny namalowany przez włoskiego artystę barokowego Caravaggia.

## Proweniencja
Obraz powstał w 1602 roku podczas pobytu artysty w Rzymie, w pałacu kardynała Ciriaca Mattei, który był zleceniodawcą kilku innych obrazów Caravaggia, m.in. Wieczerzy w Emmaus. Hipotezę tę potwierdza dokument odnaleziony w archiwach rodziny Mattei przez dwie studentki Uniwersytetu w Rzymie, Francescę Cappelletti i Laurę Testa. Dotyczył on płatności za obraz i był przechowywany w piwnicy pałacu w niewielkiej miejscowości Recanati. Za pomysłodawcę tematu i układu płótna uchodzi brat Ciriaca, kardynał Gerolamo Mattei.
Płótno zaginęło już w XVIII wieku i przez kolejne stulecia nie było o nim żadnych wzmianek. Dopiero w 1993 zostało odnalezione na ścianie jadalni klasztoru jezuitów; odkrywcą był Sergio Benedetti, włoski historyk sztuki pracujący w Irlandii w National Gallery of Ireland. Później udało się prześledzić losy obrazu, który do początku XIX wieku znajdował się w zbiorach rodziny Mattei. Z czasem zapomniano jego autora i uważano go za kopię pędzla holenderskiego caravaggionisty Gerrita van Honthorsta. W 1802 obraz został sprzedany Williamowi Hamiltonowi Nisbetowi, który umieścił go w swoim domu w Szkocji. Po 1921 właścicielką dzieła została irlandzka lekarka Marie Lea-Wilson, która po zamordowaniu przez bojowników IRA jej męża, podarowała obraz jezuitom z Dublina w podziękowaniu za wsparcie. Pokryte wielowiekowym brudem i pożółkłym lakierem Pojmanie Chrystusa wisiało w jadalni zakonników przez 60 lat (1930–1990). Dopiero gruntowna konserwacja w latach 90. XX wieku pozwoliła rozwiać wątpliwości co do autorstwa. Obecnie atrybucja dzieła nie jest kwestionowana. Obraz pozostaje własnością jezuitów, jednak stale eksponowany jest w National Gallery of Ireland.
Znanych jest kilka wersji dzieła, z których jedna, przechowywana w Muzeum Sztuki Zachodu i Wschodu w Odessie, uważana była za autorską kopię. Obraz z Odessy został utracony w 2008 roku, gdy stał się łupem złodziei. 28 czerwca 2010 roku odzyskano dzieło w Berlinie, gdzie złodzieje: trzech Ukraińców i Rosjanin usiłowali sprzedać obraz.

## Opis obrazu

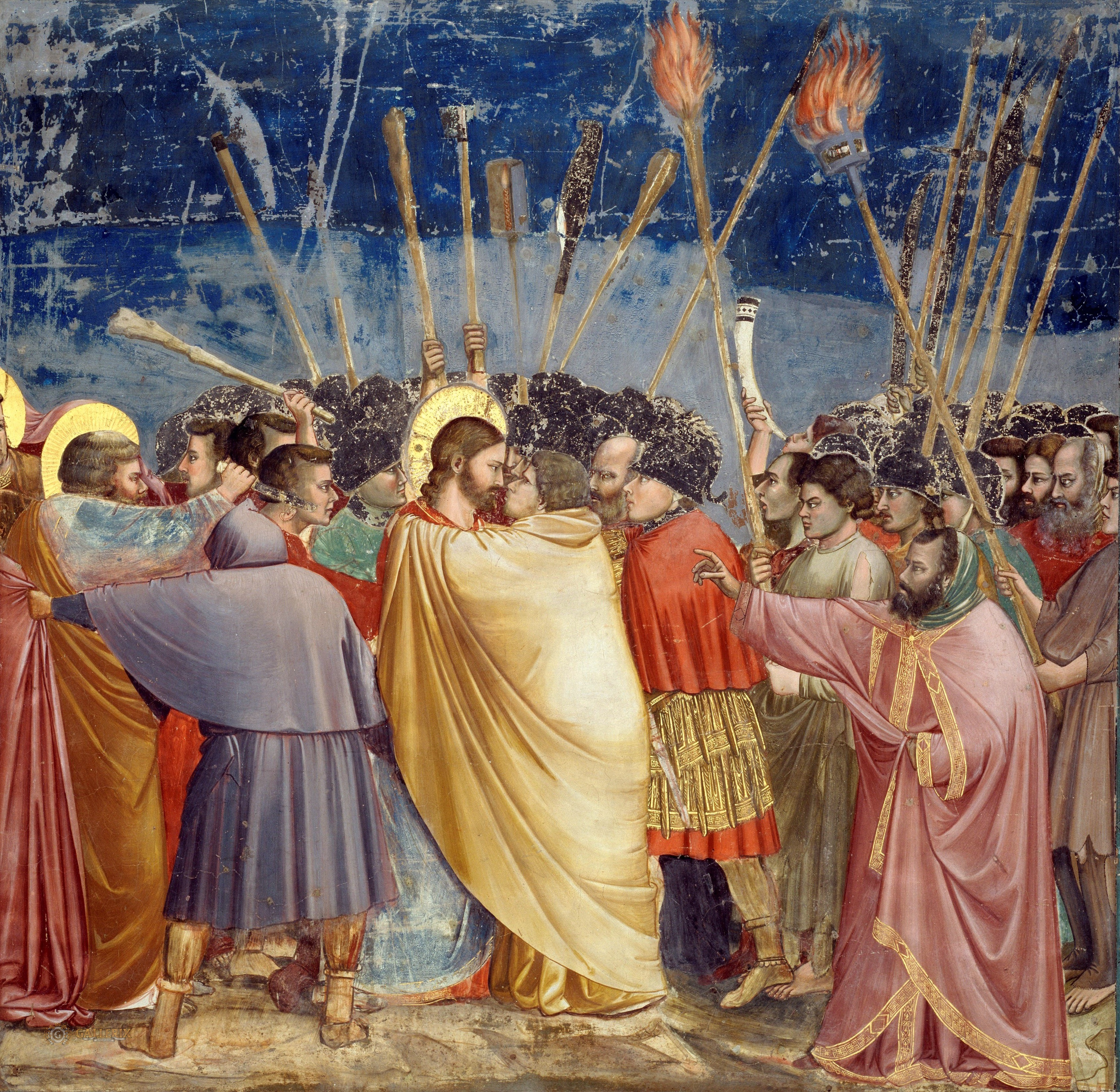
Pocałunek Judasza, Giotto, ok. 1304–1306, Padwa

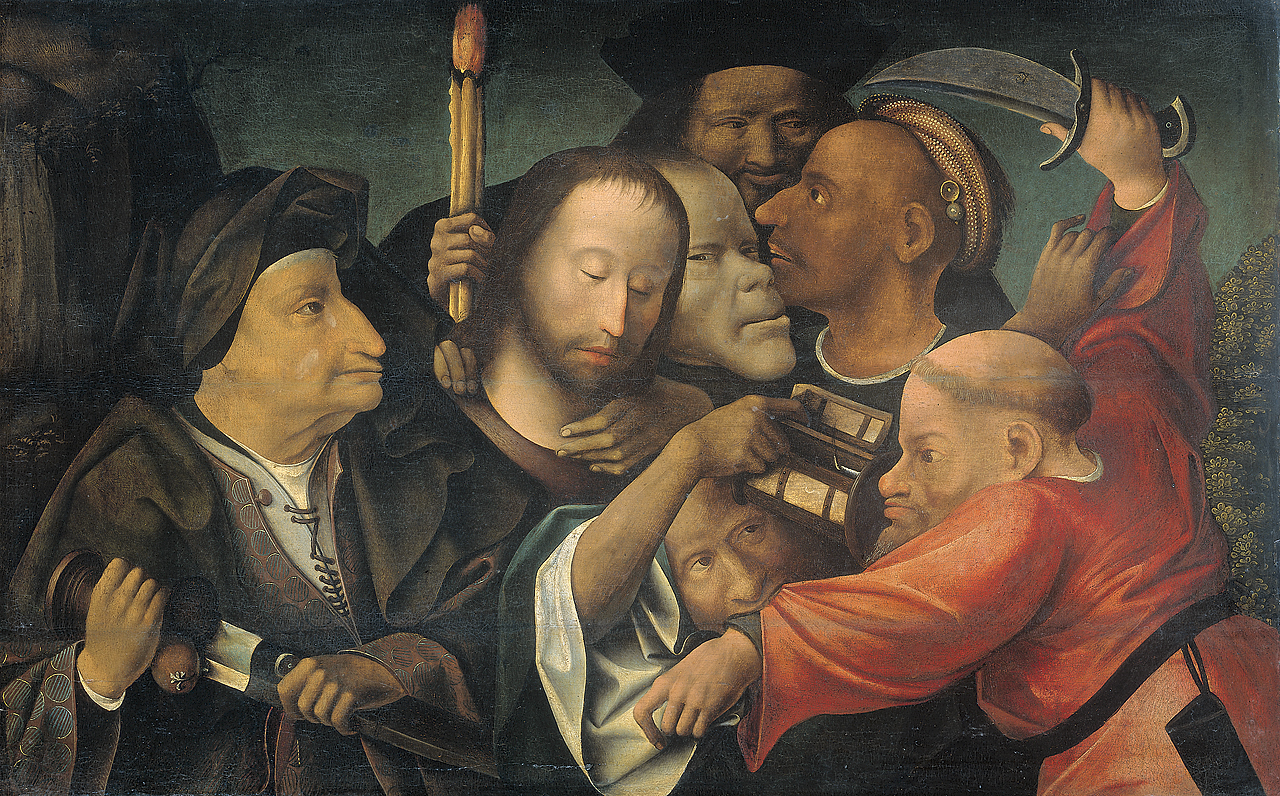
Pojmanie Chrystusa, Hieronim Bosch, ok. 1530–1550, Noordbrabants Museum

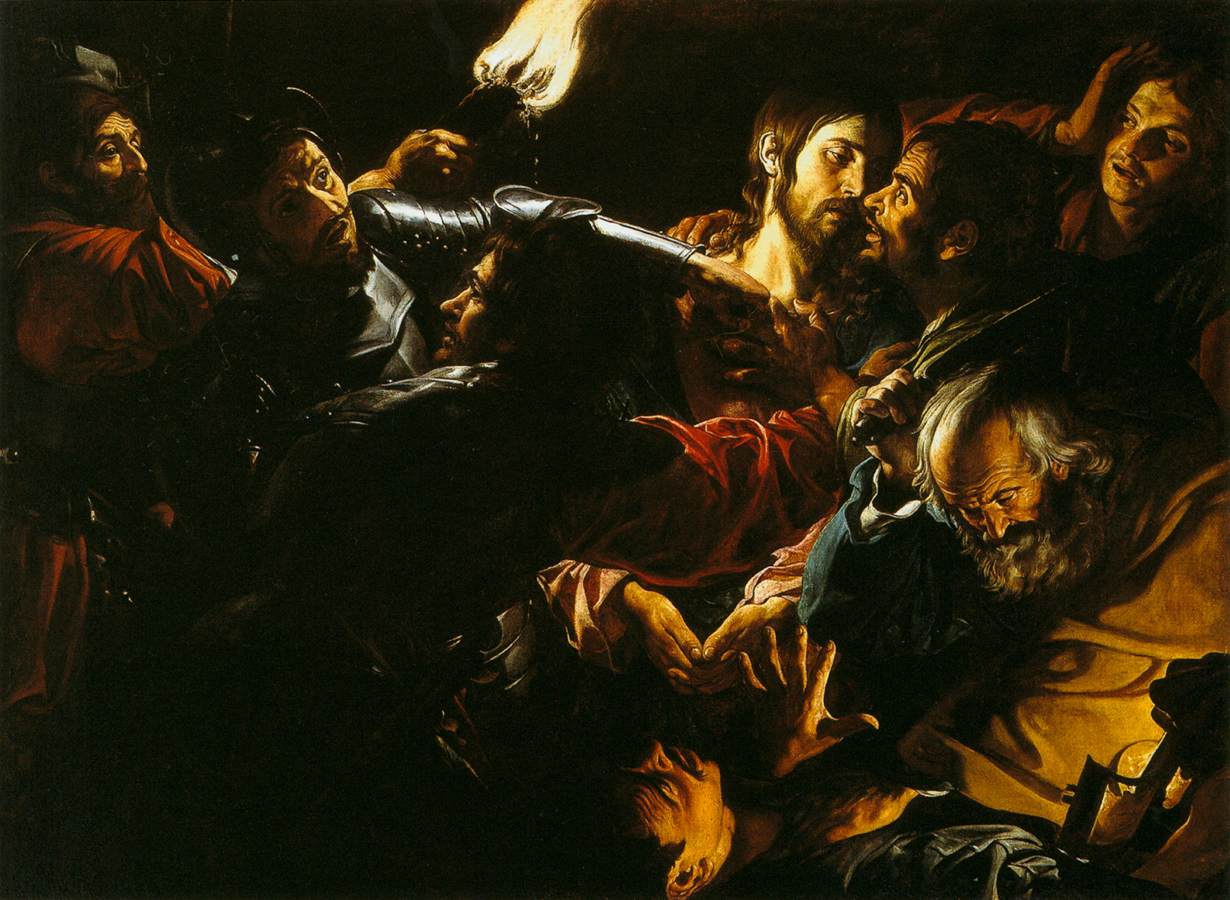
Pojmanie Chrystusa, Gerard Douffet, 1620, Museum of Fine Arts w Bostonie

Caravaggio przedstawił opisaną w Nowym Testamencie scenę pojmania Jezusa Chrystusa w Ogrójcu. Było to miejsce w Jerozolimie, w którym Jezus przebywał na czuwaniu modlitewnym razem z Apostołami, w wieczór przed pojmaniem.
Obraz jest bardzo ciemny, posiada czarne tło bez jakichkolwiek szczegółów. Obok czerni dominują głębokie odcienie czerwieni, poprzecinane refleksami odbitego światła. Kompozycja jest zwarta i dynamiczna, autor ciasno umieścił siedem postaci, ukazując jedynie trzy czwarte ich sylwetek. Całość oświetlona jest silnym strumieniem światła z niewidocznego źródła, które uwydatnia tylko najistotniejsze detale. Pojmanie Chrystusa to klasyczny przykład techniki chiaroscuro, preferowanej przez malarza.
Uwaga widza koncentruje się na postaciach Jezusa i Judasza Iskarioty. Chrystus jest spokojny i obojętny, jedynie dramatycznie załamane palce złożonych do modlitwy rąk świadczą o napięciu i wewnętrznych emocjach. Judasz gwałtownie popycha Zbawiciela, starając się pocałować Go w policzek, by tym samym dać znać żołnierzom, kogo mają zatrzymać. Artysta nie ukrywa swojej niechęci do Judasza, przedstawia go jako człowieka o odpychającej, plebejskiej fizjonomii, podkreśla jego gwałtowność i determinację, akcentuje chciwość i zaślepienie. Nad głowami Jezusa i Judasza widoczny jest fragment czerwonego płaszcza, którego kolor jednoznacznie przypomina o zbliżającym się męczeństwie.
Z prawej strony Caravaggio przedstawił trzech anonimowych żołnierzy; są oni zakuci w czarne zbroje i zdecydowanie wyciągają ręce, by zatrzymać więźnia. Pomiędzy nimi, z tyłu, widoczna jest twarz młodzieńca, ciekawie przyglądającego się scenie i starającego się oświetlić ją nikłym światłem lampy. Według tradycji to autoportret autora.
Scenę uzupełnia samotna postać uciekającego ucznia. Ostatni z towarzyszących Jezusowi Apostołów pochwycony za płaszcz krzyczy z przerażenia. Jedna z jego uniesionych rąk ma dramatycznie rozpostarte palce, druga ręka znika za ramą obrazu, co podkreśla dynamikę sceny. W postaci uciekającego ucznia, którego połeć czerwonego płaszcza powiewa nad głowami Chrystusa i Judasza, Caravaggio prawdopodobnie przedstawił św. Jana, postać może też jednak przedstawiać św. Marka.

## Interpretacje i nawiązania
Motyw pojmania Jezusa, a szczególnie pocałunku Judasza, pojawiał się w ikonografii chrześcijańskiej od średniowiecza. Malowali go Giotto i Cimabue, znane są obrazy Hieronima Boscha i Hansa Holbeina (młodszego) oraz grafiki Albrechta Dürera. Również następcy Caravaggia sięgali po ten temat m.in. Gerard Douffet i Matthias Stomer.
Nowatorstwo Caravaggia najbardziej dotyczy technicznej strony wykonania, opartej na skrajnie ostrym wykorzystaniu efektów światłocieniowych. Również typowy dla Caravaggia naturalizm, szczególnie widoczny w przedstawieniu postaci Judasza, wyprzedzał epokę, w której powstał obraz. Pewien dysonans w kompozycji budzi zbyt krótka lewa ręka Judasza, którą przytrzymuje on Chrystusa za ramię. Obecnie trudno ustalić, czy jest to błąd artysty, czy świadome uproszczenie mające na celu skrócenie odległości do Jezusa i nadanie dynamiki scenie.
Znaczną popularnością wśród krytyków cieszy się drugoplanowa postać młodzieńca z lampą. Najczęściej uważa się, że jest to autoportret Caravaggia, który tym samym stara się przekazać, iż wszyscy ludzie, także on, ponoszą odpowiedzialność za śmierć Chrystusa. Umieszczona z lewej strony postać św. Jana (lub św. Marka) ma ręce uniesione do góry w geście rozpaczy. Podobny gest wykonuje Maria Magdalena przedstawiona na innym obrazie Caravaggia Złożenie do grobu.
Historia odnalezienia obrazu Pojmania Jezusa jest tematem opartej na faktach powieści Jonathana Harra The Lost Painting: The Quest for a Caravaggio Masterpiece z 2005 (polskie wydanie pt. Zaginiony obraz. W poszukiwaniu arcydzieła Caravaggia ukazało się nakładem Wydawnictwa Dolnośląskiego we Wrocławiu w 2007).
Eksperymentalna grupa muzyczna M.I.M.E.O. w 2002 wspólnie z pianistą Johnem Tilbury wydała album The Hands of Caravaggio inspirowany twórczością malarza. Na okładce znalazł się fragment obrazu przedstawiający złożone ręce Jezusa.